# Бостандык (Сауранский район)
Бостандык (каз. Бостандық — воля, до 1990-х — Кушата) — село в Туркестанской области Казахстана. Находится в подчинении городской администрации Туркестана. Входит в состав Урангайского сельского округа. Код КАТО — 512649200.

## Население
В 1999 году население села составляло 1116 человек (562 мужчины и 554 женщины). По данным переписи 2009 года, в селе проживал 1171 человек (602 мужчины и 569 женщин).